# Тоцкий сельсовет
Тоцкий сельсовет — сельское поселение в Тоцком районе Оренбургской области Российской Федерации.
Административный центр — село Тоцкое.

## История
Статус и границы сельского поселения установлены Законом Оренбургской области от 2 сентября 2004 года № 1424/211-III-ОЗ «О наделении муниципальных образований Оренбургской области статусом муниципального района, городского округа, городского поселения, установлении и изменении границ муниципальных образований».

## Население
| 2010  | 2012  | 2013  | 2014  | 2015  | 2016  | 2017  | 2018  | 2019  |
| ----- | ----- | ----- | ----- | ----- | ----- | ----- | ----- | ----- |
| 7248  | ↘7045 | ↘6990 | ↘6931 | ↗6992 | ↗7083 | ↘6998 | ↘6829 | ↘6670 |
| 2020  | 2021  |       |       |       |       |       |       |       |
| ↘6629 | ↗8300 |       |       |       |       |       |       |       |

## Состав сельского поселения
| № | Населённый пункт | Тип населённого пункта       | Население |
| - | ---------------- | ---------------------------- | --------- |
| 1 | Первое Мая       | посёлок                      | 204       |
| 2 | Сорочка          | хутор                        | 146       |
| 3 | Тоцкое           | село, административный центр | ↗7892     |